# Henryk Brodala
Henryk Brodala (ur. 9 czerwca 1959 w Lesznie) – polski żużlowiec.
Sport żużlowy uprawiał w latach 1976–1981 w barwach klubów Unia Leszno (1976–1980) oraz Ostrovia Ostrów Wielkopolski (1981). Czterokrotny medalista drużynowych mistrzostw Polski: dwukrotnie złoty (1979, 1980), srebrny (1977) oraz brązowy (1976).
Dwukrotny złoty medalista młodzieżowych drużynowych mistrzostw Polski (1978, 1979). Dwukrotny finalista młodzieżowych indywidualnych mistrzostw Polski (1978, 1980 – w obu przypadkach jako rezerwowy).